# Oxymonacanthus
Oxymonacanthus is een geslacht van straalvinnige vissen uit de familie van vijlvissen (Monacanthidae). Het geslacht is voor het eerst wetenschappelijk beschreven in 1866 door Bleeker.

## Soorten
De volgende soorten zijn bij het geslacht ingedeeld:
- Oxymonacanthus halli (Marshall, 1952)
- Oxymonacanthus longirostris (Bloch & Schneider, 1801)